# Rosstrappe

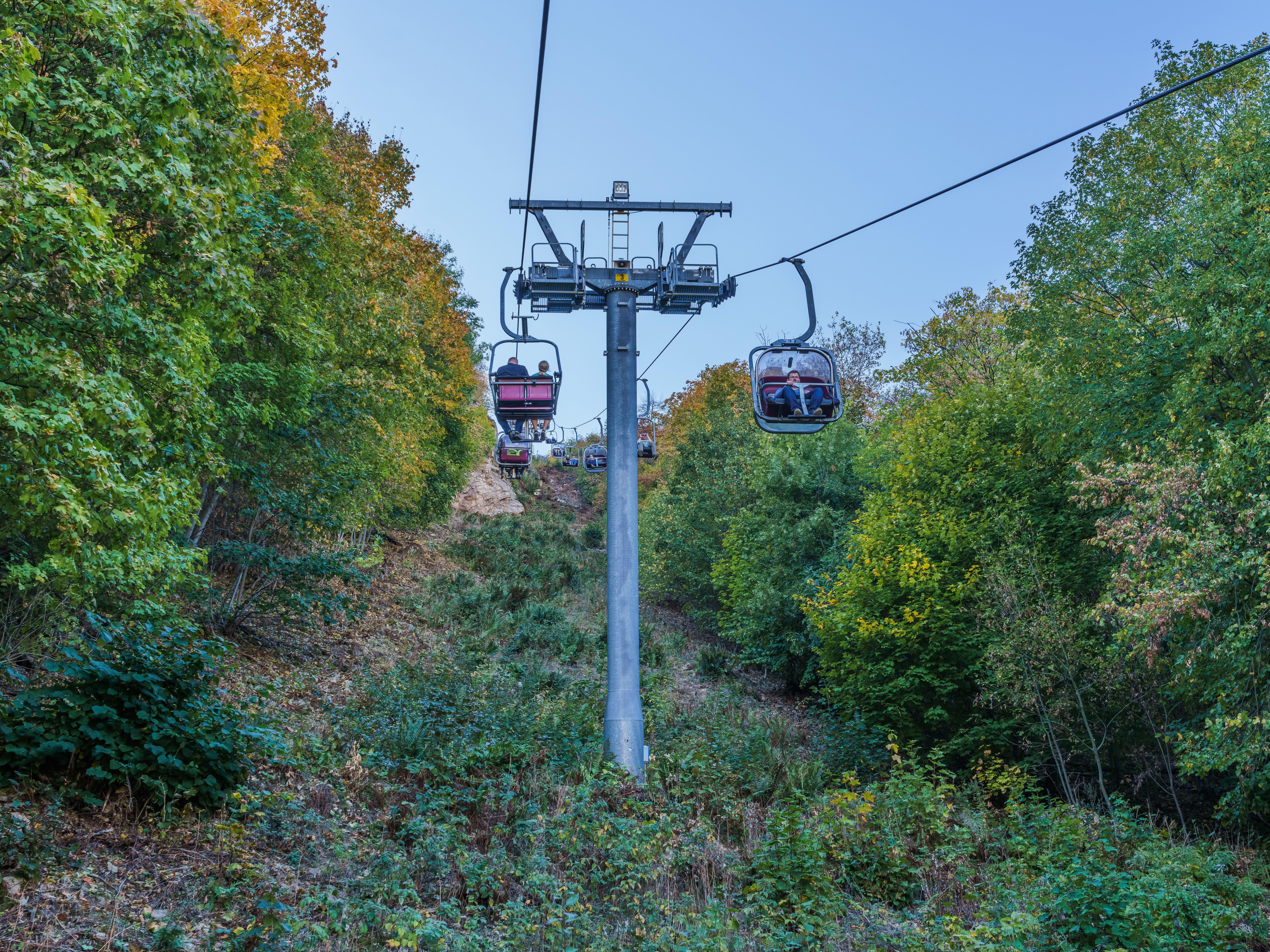

Rosstrappe (en allemand, l'« empreinte du sabot de cheval ») est un rocher dans le massif montagneux du Harz, en Allemagne. Il est associé à une légende, selon laquelle la princesse Brunhilde tentait d'échapper à un géant, et a fait sauter son cheval par-dessus la vallée de l'actuelle rivière Bode. En retombant, les traces des sabots du cheval se seraient imprimées sur ce rocher, tandis que le géant est tombé dans le val, donnant naissance à la rivière qui porte son nom.